# Blanca de Lucía
María Blanca de Lucía y Ortiz (Palma del Río, 1875-20 de agosto de 1936) fue una farmacéutica española, una de las primeras mujeres matriculadas en la Universidad de Sevilla. Durante el año académico 1889-1890, completó con éxito las asignaturas del curso preparatorio en la Facultad de Ciencias de Sevilla, requisito previo para acceder a la licenciatura en Farmacia, que finalizó en Madrid en 1905.

## Trayectoria
Nació en 1875, y era hija única de Rosario Ortiz Carmona y José Lucía y Herrera, farmacéutico y liberal. Realizó sus estudios secundarios en un instituto de Córdoba entre 1884 y 1889. Con catorce años, cursó el programa preparatorio para Farmacia en la Facultad de Ciencias de Sevilla durante el año académico 1889-1890, tras lo cual se trasladó a Madrid para unirse a la Facultad de Farmacia. Se graduó el 30 de junio de 1896 y obtuvo su licenciatura el 16 de septiembre de 1905. 
La Ley Moyano de 1857 estableció la educación obligatoria para niños y niñas, aunque limitaba las oportunidades de las mujeres para acceder a una educación científica igualitaria. Durante el Sexenio Revolucionario (1868), los decretos de Manuel Ruiz Zorrilla comenzaron a reinterpretar la normativa legal para permitir una mayor participación de las mujeres en la educación. Sin embargo, el cambio significativo llegó en 1888, con una nueva legislación que admitía a las mujeres en todos los niveles educativos, aunque de manera limitada, especialmente en la enseñanza privada y sujeta a aprobación superior para la matrícula oficial. Por lo que, hasta 1900 en España se licenciaron 25 mujeres y se doctoraron siete; entre ellas cinco farmacéuticas lograron el grado de licenciadas, entre las que se encontraba Blanca de Lucía.
Después de completar sus estudios, ejerció como farmacéutica en la farmacia de su padre en Palma del Río. Se casó con el juez de la localidad, José María Regis Velasco Álamo, del que enviudó en 1919.
Compartió con su madre sus creencias religiosas y fue presidenta de la Acción Católica. Después de la victoria en las elecciones de febrero de 1936 del Frente Popular, fue encarcelada por milicianos republicanos. El 20 de agosto de 1936, fue sacada de prisión y llevada al puente de hierro sobre el Guadalquivir, donde fue asesinada y posiblemente arrojada al río.